# Центральний госпіталь Служби безпеки України
Центральний госпіталь Служби безпеки України є Національним головним лікувально-профілактичним та діагностично-консультативним закладом Служби безпеки України, який забезпечує висококваліфікованою медично-стаціонарною допомогою працюючих працівників і пенсіонерів-ветеранів відомства, членів їх сімей, членів родин загиблих військовослужбовців та інші верстви населення, визначені чинним законодавством держави.

## Історія
Госпіталь розташований в історичному районі Києва на Липках по Липській вулиці у Печерському районі Києва між вулицями Інститутською, Шовковичною, Пилипа Орлика та Виноградним провулком.
Після визволення Києва у 1943 році від фашистських загарбників, у садибі графа Уварова по вулиці Липській, 16 розташувалося Управління Комітету державної безпеки УРСР по місту Києву та Київській області. Саме тому, Урядом УРСР було прийнято рішення про будівництво на вулиці Липській Центрального госпіталю КДБ УРСР.

## Сучасний стан
Госпіталь є багатопрофільним лікувально-діагностичним, науково-дослідницьким, навчально-медичним, профілактично-консультативним закладом, має акредитаційний сертифікат вищої категорії та ліцензію Міністерства охорони здоров'я України на основні види окресленої законодавством держави медичної практики, вагомим структурним підрозділом військової медицини, одним з найважливіших військово-медичних закладів України у загальнодержавній системі військових шпиталів-госпіталів.
У госпіталі наразі діють такі відділення: (хірургічне, хірургічної реанімації, кардіоневрологічної реанімації, кардіологічне, терапевтичне відділення, неврологічне, спеціалізоване).
Госпіталь має новітнє відділення реанімації, у якому надається оперативна допомога військовослужбовцям Служби безпеки України, які зазнали вогнепальних поранень чи важких травм під час виконання службових обов'язків.
Під час надзвичайного чи воєнного стану в державі госпіталь працює в спеціальному режимі діяльності, передбаченому чинним законодавством України. В разі реальних військових дій з залученням військовослужбовців Служби безпеки України, госпіталь уповноважений на розгортання необхідної кількості польових військових госпіталів, спільно з органами з питань надзвичайних ситуацій та Збройними силами України в районах бойових дій.
При Центральному госпіталі діє військово-лікарська комісія, на яку покладено повноваження експертного визначення медичної та психологічної придатності особи до проходження військової служби в мирних та військових умовах, а також експертне визначення втрати здоров'я внаслідок бойових дій або проходження військової служби в мирний час і встановленні відповідної групи інвалідності учаснику бойових дій, експертне визначення зв'язку смерті/загибелі військовослужбовця з вогнестрільним пораненням при захисті Батьківщини. Рішення військово-лікарської комісії є підставою для отримання статусу члена родини загиблого військовослужбовця.

## Наукова діяльність
Є важливою науково-медичною базою для підготовки практичних лікарів за профілями захворювань для студентів-інтернів Національного медичного університету імені О.Богомольця, а також для перепідготовки практикуючих медиків в рамках післядипломної освіти для Національна медична академія післядипломної освіти імені П. Л. Шупика Національної медичної академії післядипломної освіти імені П. Л. Шупика. Плідно співпрацює з основними науково-дослідницькими установами Національної академії медичних наук України та Міністерства охорони здоров'я України. Позитивні результати науково-дослідницької діяльності регулярно оприлюднюються на національних та міжнародних медичних форумах.

## Структурні підрозділи
Важливими структурними підрозділами госпіталю є лікарні відновного лікування у Ворзелі та Броварах з хорошою лікувально-фізіотерапевтичною базою

## Дивись також
- Воєнно-медична доктрина України
- Головний військово-медичний госпіталь Міністерства оборони України
- Центральний клінічний госпіталь Державної прикордонної служби України
- Центральний госпіталь Міністерства внутрішніх справ України
- Лікарня відновного лікування Міністерства внутрішніх справ України
- Клінічна лікарня «Феофанія»
- Київський міський клінічний госпіталь ветеранів війни
- Львівський обласний госпіталь інвалідів війни та репресованих імені Юрія Липи